# Clic (onomatopeya)
Clic (o click en inglés) es en principio la onomatopeya para recrear el sonido producido por ciertas acciones de origen mecánico en las que se produce un ligero golpe o chasquido. Sin embargo, el creciente desarrollo tecnológico ha llevado a utilizar esta palabra para identificar lingüísticamente a algunas de estas acciones.
De este modo toman sentido las expresiones "hacer clic" o cliquear, en las que se evidencia que este término ha dejado de ser solo una onomatopeya, para convertirse además en una acción en sí misma.
Aunque es muy común encontrar esta palabra escrita en inglés –click– la forma correcta según la Real Academia Española es clic, sin la k de su origen anglosajón.

## Ejemplos
Algunas de las maniobras que producen un sonido de clic pueden ser:
- Accionar un interruptor eléctrico.
- Apretar el gatillo de un arma.
- Colgar un teléfono.
- Encajar dos piezas con encastre o traba de presión.
- Posicionar una perilla giratoria en un punto preestablecido.
- Presionar alguno de los botones de un mouse de computadora.

Este último se ha tornado, por mucho, en el uso más corriente del término, lo que ha dado a clic un nuevo y específico significado: véase clic en informática.